# 4MOST

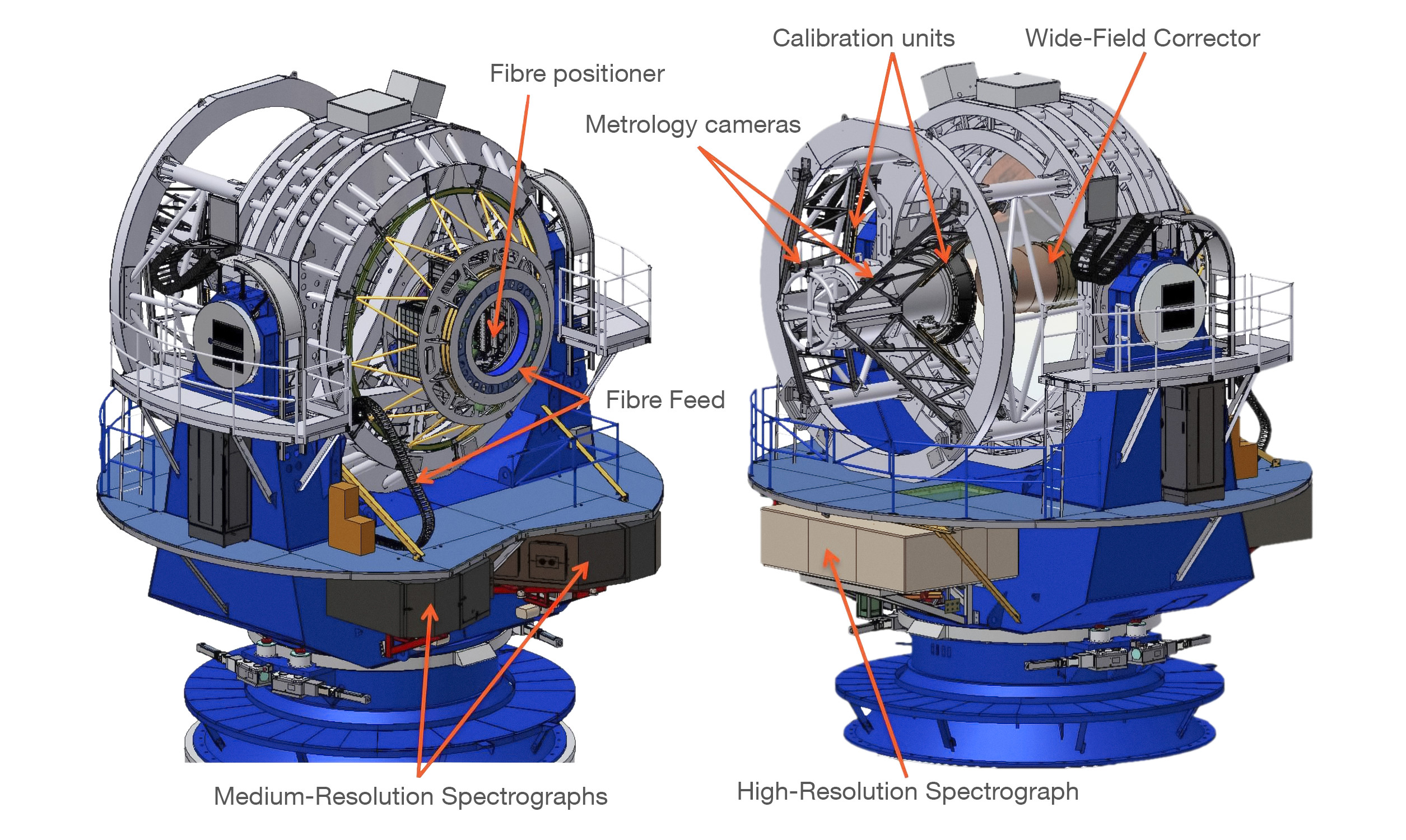
Illustrazione dello spettrografo 4MOST installato sul telescopio VISTA

4MOST è un sistema spettrografico astronomico ottico e nel vicino infrarosso multiplex (multi-oggetto) in corso di sviluppo per il telescopio VISTA da 4 metri allocato presso l'osservatorio ESO del Paranal, in Cile. Lo strumento sostituirà la fotocamera VIRCAM che è operativa congiuntamente al telescopio dal 2008. La prima luce dello strumento è prevista per il 2025.
4MOST è stato progettato per compiere indagini astronomiche (survey) di tipo galattico ed extra-galattico; astrofisica delle alte energie, cosmologia. Tali indagini, programmate a cadenza e di durata quinquennale sfruttano e sono di complemento per indagini ad ampio campo visivo quali GAIA, DES, SKA, PLATO, LSST, eROSITA. Con un ampio campo visuale ed un elevato numero di canali di comunicazione a fibra, lo strumento sarà la più grande struttura di rilevamento spettroscopico nell'emisfero australe con una sensibilità tale da raggiungere, per un'osservazione della durata di due ore, un redshift r di ~22ª magnitudine; per galassie e nuclei galattici attivi, di rilevare la velocità radiale di qualsiasi sorgente stellare entro una Magnitudine apparente di 22,5 e la presenza sino a 15 elementi chimici per stelle entro la 12ª magnitudine. Durante una campagna quinquennale può sondare per due volte un'area di 17000° quadrati (~180*90°, 1/4 della volta celeste), ottenere gli spettri di 20 milioni di sorgenti in modalità a bassa risoluzione con potere risolutivo R ~ 6000 e 3 milioni di spettri ad alta risoluzione R ~ 20000.

## Organizzazione del progetto
Il progetto 4MOST si sviluppa in tre fasi principali, gestite da tre distinti gruppi di lavoro:
- Lo strumento: è costruito da un consorzio di istituti di ricerca guidato dall'istituto Leibniz per l'astrofisica di Potsdam. Il gruppo è responsabile per lo sviluppo, la costruzione e il funzionamento dell'hardware e del software correlato;
- L'operatività: pertinente alla pianificazione, gestione dei dati e pubblicazione delle osservazioni con gli archivi di dati associati;
- Programmi scientifici: il gruppo è responsabile per l'identificazione e lo sviluppo delle differenti indagini scientifiche.

### Strumentazione
Lo strumento è dotato di un Correttore ad Ampio Campo (Wide Field Corrector, WFC) equipaggiato con un Compensatore di Dispersione Atmosferica (ADC) che fornisce una superficie focale stabile di 2,6° di diametro. Due camere di Acquisizione e Puntamento (A&G) assicurano un corretto puntamento del telescopio e quattro sensori di fronte d'onda timonano il sistema di ottica attiva. Il sistema di posizionamento AESOP delle fibre ottiche consente di allocare tutte le 2436 fibre disponibili alle posizioni richieste sulla superficie focale curva del telescopio. Le fibre equamente suddivise numericamente, conducono i segnali ottici ai tre spettrografi dello strumento: due operano in modalità a bassa risoluzione  (R~ 6000) a temperatura controllata ed uno ad alta risoluzione (R ~ 20000) isolato termicamente. Il sistema di calibrazione di tipo Fabry-Perot mediante lampade ThAr (Torio-Argon) in combinazione con la tecnologia a fibra consentono di raggiungere un'accuratezza di 1 km/s di velocità radiale stellare. Il tempo necessario al puntamento del telescopio e la ricalibrazione delle fibre per configurare una nuova osservazione è stimato intorno ai sette minuti.

### Operatività
4MOST, a differenza di altri strumenti dell'ESO, consente di effettuare più campagne osservative contemporaneamente. Quando le indagini richiedono diversi tempi di esposizione durante l'osservazione di una comune porzione di cielo, le fibre ottiche preposte al trasferimento dei segnali-luce sono rese disponibili e commutate alle indagini ancora in atto, sino al raggiungimento del rapporto segnale/rumore richiesto. Le indagini vengono così svolte senza soluzione di continuità. I gruppi di ricerca costituenti il consorzio 4MOST detengono la maggior parte della titolarità sulle indagini programmate, disponendo anche del 70% del tempo programmato.
Il restante 30% è proposto alla comunità astronomica su base peer-review. Tali osservazioni vengono stabilite mediante un processo a due passaggi: in prima battuta ESO propone alla comunità scientifica la partecipazione a progetti di rilevamento pubblico (Public Surveys Projects), a cui si concorre tramite una "lettera di intenti", nella quale il richiedente espone in sunto l'oggetto bersaglio dell'osservazione voluta, il tempo richiesto e gli strumenti interessati. In seguito, in base ai meriti scientifici e al valore opportunistico globale dell'oggetto osservato, a un sottogruppo dei richiedenti viene proposto di ripresentare con piena documentazione l'indagine osservativa desiderata. Per il primo quinquennio, a novembre 2021 sono state selezionate 15 campagne.

### Programmazione scientifica
Le campagne osservative sono ad ampio campo ed hanno durata quinquennale. Nuove indagini vengono successivamente selezionate dopo cinque anni ed avviate dopo un breve periodo di test. Tutte le indagini sono pubbliche ed i dati grezzi (raw data) sono resi accessibili obbligatoriamente ed immediatamente al termine di ogni survey. La comunità scientifica non direttamente collegata agli istituti consorziati può partecipare:
- direttamente, condividendo con gli istituti proprietari i dati e le ore-fibra in comune facendosi carico[14] solo delle frazioni del tempo richiesto per le proprie indagini;[15]
- indirettamente, facendosi carico di tutto il tempo richiesto. Gli strumenti vengono calibrati e puntati a cura del consorzio ma il titolare di una determinata osservazione in corso non ha accesso immediato ai dati delle indagini gestite dal consorzio e nel contempo ha la responsabilità di fornire i propri risultati agli archivi ESO.[16] Tale modalità osservativa è garantita sino a una disponibilità massima del 30% del tempo totale.

## Organizzazione delle indagini scientifiche
Per massimizzare la capacità multi-oggetto dello strumento, l'eccedenza di linee ottiche durante osservazioni a campo visivo ridotto o in bassa risoluzione e indagini ad ampio campo, i programmi osservativi vengono organizzati in ampie campagne simultanee a loro volta suddivise in diverse sotto-campagne. Questo sistema osservativo ovvia anche a condizioni meteorologiche non ottimali (seeing e luminosità) e tempi di esposizione diversi: il tempo di esposizione per una stella luminosa in modalità LRS (Low Resolution Spectrograph) può richiedere pochi minuti rispetto ad un obiettivo extra-galattico in alta risoluzione (HRS).

## Campagne osservative programmate
Per il primo quinquennio di operatività dello strumento sono state programmate 10 indagini conoscitive condotte dalla comunità ESO direttamente coinvolta nello sviluppo di 4MOST:
- Milky Way Halo Low-Resolution Survey: l'indagine studia la dinamica dell'alone galattico della Via Lattea a bassa risoluzione (R ~ 6000) spettroscopica. 4MOST analizzerà la metallicità e la presenza di elementi chimici puri dell'alone; i risultati, integrati con le osservazioni fotometriche e di parallasse di GAIA consentiranno di caratterizzare l'alone e la sua interazione con il disco.[17]
- Milky Way Halo High-Resolution Survey: l'indagine studia la formazione della Via Lattea dalle sue prime fasi dell'arricchimento chimico, attraverso un campione di più di 1,5 milione di stelle ad alta latitudine galattica delle quali viene studiata la cinematica e l'abbondanza di più di venti metalli. La spettroscopia ad alta risoluzione di questa indagine fornirà un catalogo di almeno trentamila stelle con una metallicità inferiore a un centesimo di quella solare.[18]
- Milk Way Disc and Bulge LR Survey (4MIDABLE-LR): l'indagine 4MIDABLE a bassa risoluzione studierà la cinematica stellare e la composizione chimica delle strutture (ammassi stellari, bracci di spirale, barra centrale) del disco galattico e del suo rigonfiamento, con una precisione sensibilmente migliore di GAIA e di qualsiasi altra indagine finora pianificata.[19]
- Milk Way Disc and Bulge HR Survey (4MIDABLE-HR): l'indagine spettroscopica 4MIDABLE ad alta risoluzione (R~20000) consentirà di ottenere un ricco archivio, in sinergia con le missioni GAIA e TESS,  di più di due milioni di stelle di cui saranno note velocità radiali, rotazione, masse, età, presenza di metalli attualmente rilevabili solo otticamente con stime imprecise, risultanti dei processi di nucleosintesi (r e s).[20]
- eROSITA Galaxy Cluster Redshift Survey: l'indagine eROSITA GCRS opererà in sinergia con la missione eROSITA, telescopio per raggi X sviluppato dall'Istituto Planck per la fisica extraterrestre e lanciato nel 2019.[21] Al momento della prima luce di 4MOST, eROSITA dovrebbe avere già scansionato otto volte la volta celeste rilevando il gas intergalattico caldo in gruppi ed ammassi di galassie. 4MOST ne osserverà la controparte ottica e nel vicino infrarosso (370–950 nm) stimandone le masse totali e le proprietà dinamiche.[22]
- Active Galactic Nuclei: è un'indagine complementare a eROSITA focalizzata sui nuclei galattici attivi; scopo di questa indagine è campionare circa l'80% delle sorgenti extragalattiche AGN osservate in raggi X da eROSITA e da WISE nel medio infrarosso ed acquisire le proprietà fisiche di un milione di buchi neri e comprendere le relazioni tra i nuclei galattici attivi e strutture a larga scala.[23]
- Wide-Area VISTA Extragalactic Survey (WAVES): WAVES è un'indagine conoscitiva che studia la composizione e la crescita delle strutture a larga scala quali ammassi stellari e superammassi, filamenti  e vuoti. Su scale più ridotte WAVES studierà in alta risoluzione dettagliatamente gli ambienti costituenti i rigonfiamenti galattici, dischi e bracci a spirale; l'indagine produrrà in tal modo un archivio accurato di circa 1,6 milioni di galassie in una distanza di redshift tra z 0,1 e z 0,8.[24]
- Cosmology Redshift Survey (CRS):[25] l'indagine di redshift cosmologico effettuerà misurazioni spettroscopiche al fine di approfondire i modelli cosmologici sulla distribuzione della materia nell'universo, lensing gravitazionale, velocità galattiche e distorsioni dello spazio dovuto a grandi masse, in sinergia con altre indagini quali KiDS[26], DES e LSST.
- One Thousand and One Magellanic Fields (1001MC): 1001MC studierà la cinematica stellare e i costituenti chimici nelle popolazioni stellari delle Nubi di Magellano. L'indagine produrrà dati spettroscopici di oltre mezzo milione di stelle distribuite su un'area di circa 1000° quadrati.[27]
- The Time-Domain Extragalactic Survey (TiDES): questa indagine effettuerà osservazioni spettroscopiche in follow-up di osservazioni ottiche ad ampio campo effettuate da altri osservatori. Questa campagna osservativa è costituita da tre sotto-campagne:
  - (TiDES-SN) classificazione spettroscopica di eventi transienti in tempo reale, osservati otticamente dal telescopio LSST ed altri;
  - (TiDES-Hosts) studio spettroscopico di supernove presenti in galassie esterne alla Via lattea;
  - (TiDES-RM) osservazioni spettroscopiche ripetute di nuclei attivi utilizzandoli come candele standard per effettuare studi sull'equazione di stato cosmologica.[28]

Ulteriori 15 campagne sono state assegnate alla comunità scientifica, le quali possono usufruire del 30% del tempo di esercizio di 4MOST. A seguire, lo scopo di alcune di queste campagne:
- The White Dwarf Binary Survey (WDB): l'indagine analizza, sulla base di un campione di sistemi stellari binari composti da una nana bianca e una stella di sequenza principale, l'evoluzione probabile di tali sistemi avendo nota la loro separazione orbitale, quest'ultima ricavata da acquisizioni del satellite GAIA.[30]
- The 4MOST Survey of Young Stars (4SYS): l'indagine osserverà un campione di circa 100mila stelle giovani entro una distanza di 500 pc dal sole misurandone la chimica, la cinematica e l'età al fine di avere un quadro evolutivo delle strutture spaziali che inglobano tali oggetti; verrà quantificato il tasso di formazione stellare e la disomogeneità chimica della bolla locale ed un campionamento probabilistico per la ricerca esoplanetaria[31]
- 4MOST Gaia RR Lyrae Survey (4GRoundS): l'indagine misurerà le velocità radiali e la metallicità delle variabili RR Lys dell'emisfero australe sfruttando e migliorando i dati acquisiti di Gaia Release 3.[32][33]

## Consorzio 4MOST
Il consorzio 4MOST è costituito da numerosi istituti consortili, dei quali 15 principali, coordinati dall'Istituto Leibniz per l'astrofisica di Potsdam (AIP), Germania. Ogni istituto sviluppa i sottosistemi dello strumento e le tecnologie di propria competenza, prima che vengano testate ed assemblate a Potsdam e successivamente trasportate in Cile ed installate sul telescopio VISTA presso il sito ESO sul cerro Paranal. Gli istituti sono responsabili delle indagini astronomiche programmate nel primo quinquennio secondo il prospetto che segue:
| Istituto                                                 | Indagini astronomiche                                                                        |
| -------------------------------------------------------- | -------------------------------------------------------------------------------------------- |
| Istituto Leibniz per l'astrofisica di Potsdam            | Disco galattico e rigonfiamento a bassa risoluzione, redshift cosmologico, Nubi di Magellano |
| Osservatorio anglo-australiano - Macquarie (AAC)         | Evoluzione galattica                                                                         |
| Centro di Ricerca Astrofisica di Lione (CRAL)            | Indagini di redshift cosmologico                                                             |
| Osservatorio europeo australe (ESO)                      |                                                                                              |
| Istituto di astronomia, Cambridge (IoA)                  | Alone galattico a bassa risoluzione                                                          |
| Istituto Max Planck di astronomia (MPIA)                 | Disco galattico e rigonfiamento galattico ad alta risoluzione                                |
| Max Planck Institute for Extraterrestrial Physics (MPE)  | Ammassi galattici, nuclei galattici attivi                                                   |
| Centro di Astronomia dell'Università di Heidelberg (ZAH) | Alone galattico ad alta risoluzione                                                          |
| ASTRON, Dwingeloo                                        |                                                                                              |
| Università di Groninga (RuG)                             | Alone galattico a bassa risoluzione                                                          |
| Università di Lund                                       | Disco galattico e rigonfiamento galattico ad alta risoluzione                                |
| Università di Uppsala (UU)                               | Disco galattico e rigonfiamento galattico ad alta risoluzione                                |
| Università di Amburgo (UHH)                              | Evoluzione galattica                                                                         |
| Università dell'Australia Occidentale (UWA)              | Evoluzione galattica                                                                         |
| Scuola politecnica federale di Losanna (EPFL)            | Indagini di redshift cosmologico                                                             |